# Maramag
Maramag  ist eine Großraumgemeinde in der Provinz Bukidnon auf der Insel Mindanao in den Philippinen. Sie hat 102.089 Einwohner (Zensus 1. August 2015), die in 20 Barangays leben. Sie gehört zur ersten Einkommensklasse der Gemeinden auf den Philippinen und wird als partiell urbanisiert beschrieben. 
Ihre Nachbargemeinden sind Valencia City im Norden, Don Carlos im Süden, Pangantucan im Westen und Quezon im Osten. Die Gemeinde liegt ungefähr 55 km südöstlich von der Provinzkapitale Malaybalay City, etwa 158 km südlich der Regionalkapitale Cagayan de Oro und rund 154 nordwestlich von Davao City. 
Die Topographie der Gemeinde wird im Nordwesten von dem Gebirgszug des Kalatungan-Gebirges dominiert und in der Gemeinde liegt der aktive Vulkan Musuan, der zuletzt in der zweiten Hälfte des 19. Jahrhunderts ausbrach. Der südliche Teil der Gemeinde wird als sanfthügelig beschrieben.
Als eine der touristischen Hauptattraktionen gilt der Mount Kalatungan Range Natural Park und der 646 Meter hohe Vulkan Musuan. Die Central Mindanao University befindet sich in Maramag.

## Barangays
| - Anahawon - Base Camp - Bayabason (Spring) - Camp I - Colambugon | - Dagumba-an - Danggawan - Dologon - Kisanday - Kuya | - La Roxas - Panadtalan - Panalsalan - North Poblacion (Center) - South Poblacion (Center) | - San Miguel - San Roque - Tubigon - Bagongsilang - Kiharong |